# 足别瑶族苗族乡
足别瑶族苗族乡是中华人民共和国广西壮族自治区百色市西林县下辖的一个民族乡。

## 行政区划
足别瑶族苗族乡下辖以下村级行政区划单位：
南灰村、板桥村、足别村、央龙村、者么村和平木村。